# バリリウム
バリリウム (Barilium) は、イグアノドン類の恐竜の属の一つ。
元々はリチャード・ライデッカーによってイグアノドン (I. dawsoni) として1888年に記載されていた。模式種B. dawsoni1種のみで知られる。模式種の種小名は、発見者であるチャールズ・ドーソンへの献名による。

## 概要

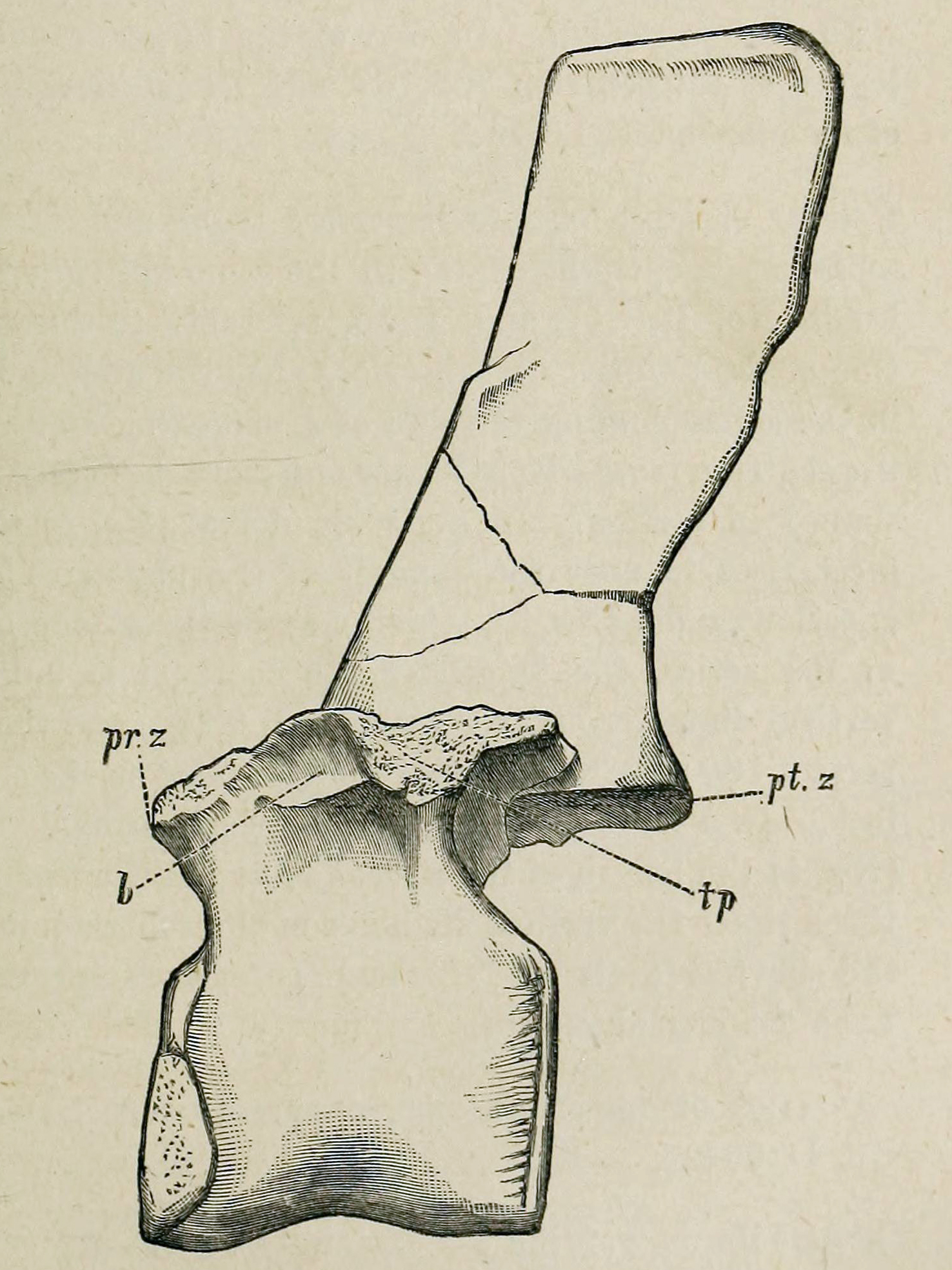
中部胴椎

2010年にデビッド・ノーマンによる再分類で新属として独立した。属名は古代ギリシャ語で「重い腸骨」を意味する。同年、ケネス・カーペンターと石田雄介によって新属トリリオン (Torilion) が記載されたが、バリリウムの新参同物異名となった。イングランドのイーストサセックスにある St Leonards on sea 近郊で発見された2つの部分骨格で知られる。白亜紀前期、バランギニアン中期の泥岩層で発見された。ライデッカーはシンタイプシリーズ BMNH R798, 798a, 803-805, 806, 798b, 802, 802a and 799-801 に基づいて記載した。ノーマンは胴椎NHMUK R 798 と左腸骨 R802 をレクトタイプに選んだ。
ヒプセロスピヌス（同じく、かつてはイグアノドンと考えられていた）と共存していたバリリウムは、全長8mと推定される堅牢なイグアノドン類だった。
バリリウムは脊椎と坐骨の特徴、サイズ、そして構造からヒプセロスピヌスと区別される。例えば、バリリウムはヒプセロスピヌスよりも堅牢で、短い神経棘を特徴とする大きなカンプトサウルスに似た椎骨があるが、ヒプセロスピヌスは「長く、狭く、鋭角に傾斜した神経棘」で知られている。